# Каппа (плоска крива)

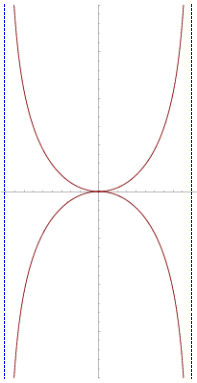
Крива «Каппа» з двома асимптотами.

Каппа (також крива Ґутшовена) — плоска алгебрична крива 4-го порядку з однією особливою точкою (вироджений вузол), двома асимптотами та двома осями симетрії.
Означення:

Криву можна означити як геометричне місце точок дотику дотичних, проведених з початку координат (точки {\displaystyle O(0,0)}) до кола радіуса {\displaystyle a}, центр якого переміщується вздовж осі абсцис (осі {\displaystyle Ox}).:стор.302 ; :стор.140
Також криву можна означити наступним чином (Барроу):

На полярній осі відкладаємо відрізок {\displaystyle OA=a} і в точці {\displaystyle A} проводимо перпендикуляр до цієї осі. Із полюса проводимо довільний промінь, що перетинає цей перпендикуляр в точці {\displaystyle B}. На променю відкладаємо відрізок {\displaystyle OM=BA}; геометричне місце точок {\displaystyle M} при обертанні променя навколо полюса {\displaystyle O} є каппою.:стор.141
Також криву можна означити наступним чином: 

Проводимо коло з центром в початку координат і радіусом {\displaystyle a}. Проводимо довільний радіус {\displaystyle OA} та перпендикулярно до нього промінь {\displaystyle ON}. Паралельно до полярної осі проводимо пряму {\displaystyle AM} до її перетину з променем {\displaystyle ON} в точці {\displaystyle M}. Геометричне місце точок {\displaystyle M} є каппою.:стор.141
Крива вперше вивчалася математиком Джерардом ван Ґутшовеном в 1662р. Пізніше її досліджували Ісаак Ньютон та Йоганн Бернуллі.

## Рівняння
- Рівняння кривої в декартовій системі координат в неявному виді:[2]:стор.302 ;[3]:стор.140

{\displaystyle (x^{2}+y^{2})\cdot y^{2}=a^{2}\cdot x^{2}}
При цьому початок координат є вузловою точкою кривої, осі координат є осями симетрії кривої, а прямі {\displaystyle y=\pm a}  є асимптотами кривої.
Рівняння {\displaystyle y=\pm {\frac {x^{2}}{\sqrt {a^{2}-x^{2}}}}} описує криву, що повернута відносно початку координат на π/2 радіан, тобто має асимптоти {\displaystyle x=\pm a}.
- Рівняння кривої в декартовій системі координат в параметричному виді:

{\displaystyle {\begin{cases}x(t)=a\cdot \operatorname {ctg} t\cdot \cos t\\y(t)=a\cdot \cos t\end{cases}}\,,\quad t\in (-\pi ,0)\cup (0,\pi )}
- Рівняння кривої в полярній системі координат:

{\displaystyle \rho =a\cdot \operatorname {ctg} \varphi \,,\quad \varphi \in (0,\pi )\cup (\pi ,2\pi )}
Рівняння {\displaystyle \rho =a\cdot \operatorname {tg} \varphi } описує криву, що повернута відносно полюса на π/2 радіан, тобто має асимптоти {\displaystyle x=\pm a}.

## Метричні характеристики
- Площа

Квадратуру каппи вперше здійснив Ґюйґенс, довівши що площа области, яка обмежена віссю ординат (віссю {\displaystyle Oy}), гілкою каппи та її асимптотою дорівнює половині площі твірного круга: :стор.142
{\displaystyle S={\frac {\pi \cdot a^{2}}{2}}}

- Кривина кривої в точці, що відповідає полярному куту {\displaystyle \varphi }:[1]

{\displaystyle \kappa (\varphi )={\frac {8\left(3-\sin ^{2}\varphi \right)\sin ^{4}\varphi }{a\left[\sin ^{2}(2\varphi )+4\right]^{3/2}}}}
- Кут нахилу дотичної в точці,  що відповідає полярному куту {\displaystyle \varphi }:[1]

{\displaystyle \phi (\varphi )=-\arctan \left[{\frac {1}{2}}\sin(2\varphi )\right]}

## Властивості та особливості форми
- Каппа є алгебричною раціональною кривою 4-го порядку, роду 0.[4]
Каппа є необмеженою  зв'язною центральносиметричною кривою з однією особливою точкою (вироджений вузол) в початку координат. Точка {\displaystyle O(0,0)} — точка самоперетину. Пряма {\displaystyle x=0} — дотична у вузловій точці. Має дві взаємноперпендикулярні осі симетрії (осі координат). Має дві горизонтальні асимптоти {\displaystyle y=\pm a}.[5]:стор.91

- Каппа є радіальною кривою трактриси. [6]

- Каппа належить до сімейства кривих, що мають рівняння {\displaystyle \rho =a\cdot \operatorname {ctg} (k\varphi )} в полярній системі координат.
Ці криві мають назву «вузли» (англ. nodal curve[7]). Всі криві цього сімейства мають в початку координат {\displaystyle O(0,0)} вузлову точку, та асимптоти, які паралельні до координатних осей.
До цього сімейства, зокрема, належить також строфоїда {\displaystyle \left(k={\frac {1}{2}}\right)}, та крива «вітровий млин» {\displaystyle \left(k=2\right)}.[2]:стор.302 ;
Особливістю цих кривих є те, що застосовуючи до вузла {\displaystyle \rho =a\cdot \operatorname {ctg} (k\varphi )} інверсію відносно початку координат, отримаємо також вузол {\displaystyle \rho =a\cdot \operatorname {tg} (k\varphi )}, що конгруентний даному, але повернутий на π/2 радіан.[3]:стор.142

## Дотичні через нескінченно малі
Дотичні до кривої «каппа» можна також визначити геометрично, використовуючи диференціали та елементарні правила арифметики нескінченно малих. Нехай x і y — змінні, а {\displaystyle a} — деяка стала. З означення каппи маємо:
{\displaystyle x^{2}\left(x^{2}+y^{2}\right)-a^{2}y^{2}=0}
Тепер, нескінченно мала зміна положення точки повинна також змінити значення лівої частини, так що
{\displaystyle d\left(x^{2}\left(x^{2}+y^{2}\right)-a^{2}y^{2}\right)=0}
Обчислюємо диференціал, застосовуючи правила диференціювання:
{\displaystyle {\begin{aligned}d\left(x^{2}\left(x^{2}+y^{2}\right)\right)-d\left(a^{2}y^{2}\right)&=0\\[6px](2x\,dx)\left(x^{2}+y^{2}\right)+x^{2}(2x\,dx+2y\,dy)-a^{2}2y\,dy&=0\\[6px]\left(4x^{3}+2xy^{2}\right)dx+\left(2yx^{2}-2a^{2}y\right)dy&=0\\[6px]x\left(2x^{2}+y^{2}\right)dx+y\left(x^{2}-a^{2}\right)dy&=0\\[6px]{\frac {x\left(2x^{2}+y^{2}\right)}{y\left(a^{2}-x^{2}\right)}}&={\frac {dy}{dx}}\end{aligned}}}

## Похідна
Якщо використовувати сучасне поняття функціональної залежності y(x) і провести диференціювання неявно заданої функції, то нахил дотичної до кривої в точці (x,y): 
{\displaystyle {\begin{aligned}2x\left(x^{2}+y^{2}\right)+x^{2}\left(2x+2y{\frac {dy}{dx}}\right)&=2a^{2}y{\frac {dy}{dx}}\\[6px]2x^{3}+2xy^{2}+2x^{3}&=2a^{2}y{\frac {dy}{dx}}-2x^{2}y{\frac {dy}{dx}}\\[6px]4x^{3}+2xy^{2}&=\left(2a^{2}y-2x^{2}y\right){\frac {dy}{dx}}\\[6px]{\frac {2x^{3}+xy^{2}}{a^{2}y-x^{2}y}}&={\frac {dy}{dx}}\end{aligned}}}